# Paul Grenier

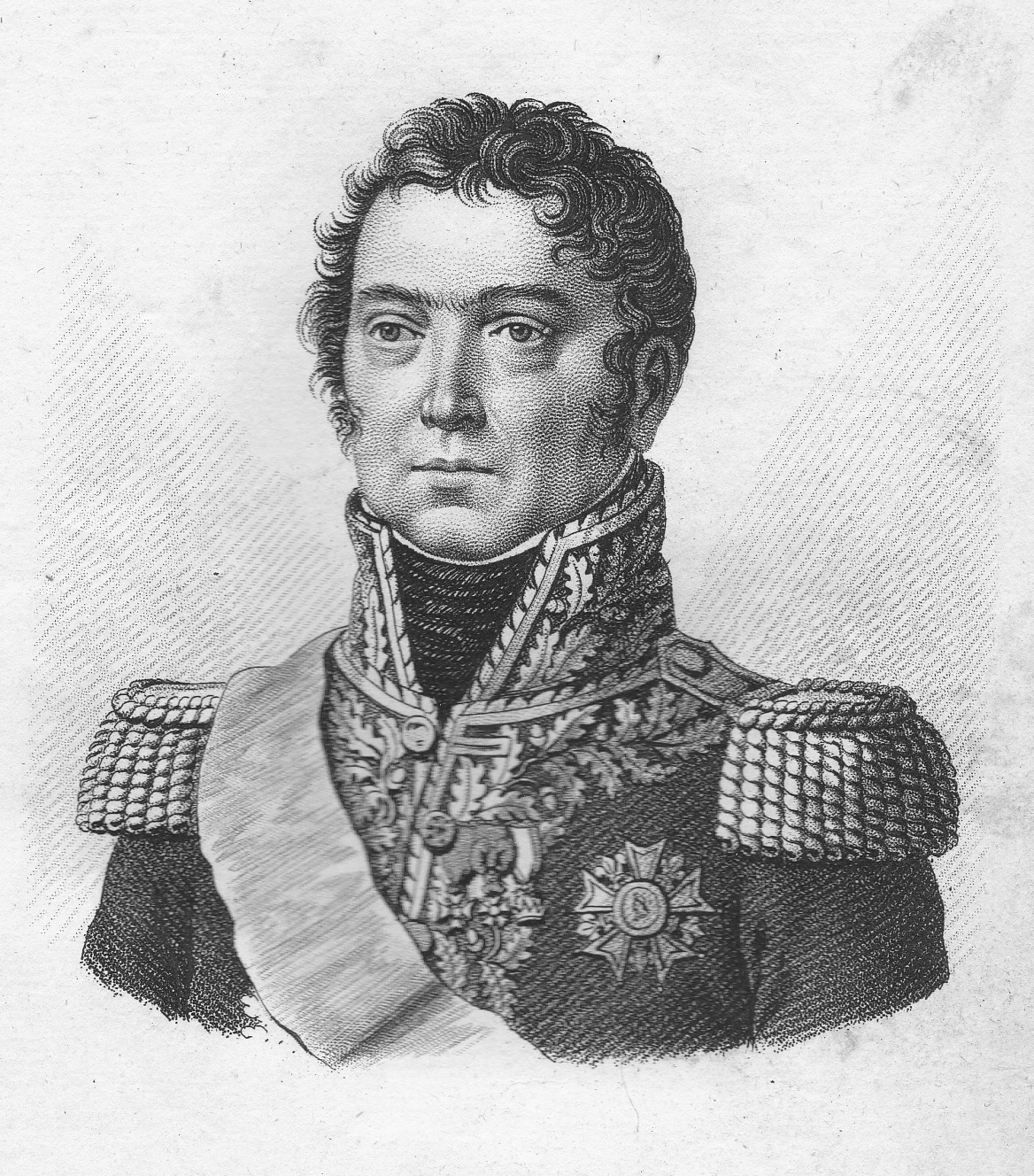
Paul Grenier

Graf Paul Grenier (* 29. Januar 1768 in Saarlouis, Saarland; † 17. April 1827 in Dammartin-Marpain, Département Jura) war ein französischer General während der Koalitionskriege. 1809 wurde er zum comte de l’Empire in der Noblesse impériale erhoben.

## Leben
Sein Vater war Louis Grenier, ein Amtsdiener im Saarland, seine Mutter war Apoline Guichard. 1806 heiratete er Anna Maria Weber und 1816 in zweiter Ehe Emilie Madeleine Georgette de Lasalle.
1784 trat er in das französische Régiment de Nassau ein und stieg in der Folge langsam auf. Im Jahr 1789 war er Sergent. Nach dem Beginn der französischen Revolution wurde er 1792 im Ersten Koalitionskrieg Sous-lieutenant und kurz danach Adjudant-Major. Im selben Jahr nahm er an der Kanonade bei Valmy und der Schlacht bei Jemappes teil. Am Ende des Jahres wurde er zum Capitaine befördert. Im folgenden Jahr nahm er an der Schlacht bei Hondschoote und der Schlacht bei Wattignies teil. Kurze Zeit später wurde er zum Chef de bataillon befördert und zum Adjudant-général bei der Moselarmee ernannt.
Zu Beginn des Jahres 1794 wurde er Général de brigade und wenig später Général de division und somit Kommandeur einer Division unter Jean-Baptiste Kléber. Er nahm im Juni an der Schlacht bei Fleurus teil. Beim Feldzug von 1795 kommandierte er eine Division des Zentrums der Sambre-Maas-Armee unter General Jourdan gegen das vornehmlich aus österreichischen Truppen bestehende kaiserliche Reichsheer. Mit seiner Division überquerte er am 8. September 1795 bei Uerdingen den Rhein ohne in größere Kampfhandlungen verwickelt zu werden.
Ein Jahr später stieß Jourdan im Juni 1796 mit der Sambre-Maas-Armee erneut über den Rhein vor und drängte die Österreicher über den Westerwald und Mainfranken bis Oberfranken zurück. Grenier war mit seiner Division bei den Auseinandersetzungen bei Friedberg, Sulzbach-Rosenberg und den Niederlagen von Amberg und Würzburg beteiligt. Bei Gießen verteidigte er über mehrere Tage den Lahnübergang in der Kämpfen an der Lahn. Ende 1797 kommandierte er verschiedene Divisionen in der aus Sambre-Maas- und Rhein-Mosel-Armeen gebildeten „Armée d’Allemagne“ auf dem östlichen Kriegsschauplatz.
Zu Beginn des Zweiten Koalitionskrieges übernahm er 1798 eine Division in Italien. Im Frühjahr 1799 kämpfte er bei Verona und gegen Kray bei Magnano, danach unglücklich gegen die Russen in der Schlacht an der Adda (27. April). Er besiegte die russischen Truppen am 12. Mai bei Bassignano, später bei San Giuliano und am Passo della Bocchetta und bei der Belagerung von Tortona. Im Juni besetzten seine Truppen den Pass über den Kleinen St. Bernhard. Anfang September 1799 kommandierte er den linken Flügel der Italienarmee und erhielt die Führung des linken Flügels des selbständigen Corpes des Alpes. Grenier besiegte die Österreicher im September bei Fossano und im Oktober bei Centallo. Am 4. November erlitt er unter dem Oberbefehl von Championnet in der Schlacht bei Genola eine Niederlage gegen den österreichischen General Ott, musste sich aus dem befestigten Lager bei Limone zurückziehen und verteidigte den Pass Colle di Tenda.
Im Jahr 1800 wurde er zum Kommandeur des Zentrums der Armée d’Allemagne ernannt. Er besiegte die Österreicher unter Kray am 5. Juni 1800 bei Erolzheim und Ochsenhausen, besetzte Günzburg und überquerte die Donau. Er führte im Dezember das Gefecht bei Haun und musste sich nach Haag zurückziehen. Danach kämpfte er in der Schlacht bei Höchstädt und der Schlacht bei Ampfing. Als Kommandant des linken Flügels nahm er im Dezember 1800 unter Moreau an der Schlacht bei Hohenlinden teil. Nach dem Frieden von Lunéville fiel er wegen seiner engen Beziehung zu General Moreau bei Napoleon Bonaparte in Ungnade und wurde 1801 zum Generalinspekteur der Infanterie im Piemont und in Ligurien zurückgestuft. Im Jahr 1802 erhielt er die Auszeichnung „Kommandant der Ehrenlegion“. Zwischen 1805 und 1806 war er vorläufiger Kommandeur der 3. Militärdivision. Danach war er bis 1809 Gouverneur von Mantua. 1807 wurde er mit dem „Großoffizier der Ehrenlegion“ ausgezeichnet.
Während des Fünften Koalitionskrieges von 1809 kommandierte er unter dem Vizekönig Beauharnais die 3. Division der Italienarmee. Am 16. April nahm er mit seiner Division an der Schlacht von Sacile teil und wurde Kommandant des zentralen VI. Corps der Italienarmee. Er nahm in der Folge an der Schlacht von Soave (29. April) und an der Piave (8. Mai), dem Gefecht bei San Daniele del Friuli, der Erstürmung des Fort Hensel in Malborghetto sowie der Schlacht bei Raab und der Schlacht bei Wagram (5. und 6. Juli 1809) teil.
Im August wurde er mit dem „Großkreuz der Ehrenlegion“ ausgezeichnet und zum comte de l’Empire in der Noblesse impériale erhoben. erhoben. Im Jahr 1810 wurde er „Inspecteur général d’infanterie“ (Generalinspekteur der Infanterie) bei der Italienarmee. Ein Jahr später wurde er Kommandeur des Corps d’observation de l’Italie méridionale.
Im Jahr 1812 wurde er Befehlshaber der 35. Division und diente im Korps Charles Pierre François Augereau. Er schützte den Rückzug von Eugène de Beauharnais aus Witebsk im Zuge des Russlandfeldzuges.
Während der Befreiungskriege nahm er von Januar bis März 1813 an der Besetzung von Berlin teil. Kurzzeitig übernahm er das 11. Armeekorps. Im Gefecht bei Möckern wurde er verwundet. Kurze Zeit später kommandierte er aber erneut die 35. Division und nahm Merseburg ein. Danach kommandierte er ein Observationskorps an der Etsch. Er siegte am 6. September 1813 in Feistritz an der Drau und wurde darauf Befehlshaber des linken Armeekorps der Italienarmee. Dabei wurde er zeitweise zum Rückzug gezwungen, siegte aber im Oktober in den Gefechten bei Casoni, Bassano, Caldiero und San Michele an der Etsch.
Im Februar 1814 nahm er an der Schlacht am Mincio teil, bei Kriegsende im April 1814 kommandierte er als Nachfolger von Beauharnais kurzfristig die sich aus Norditalien zurückziehenden französischen Truppen. Während der ersten Restaurationsphase verlieh ihm Ludwig XVIII. das „Ritterkreuz des Ordre royal et militaire de Saint-Louis“ und er erhielt das Kommando über die 8. Division.
Im Juni 1814 wurde er Generalinspekteur der Infanterie in Toulon und Marseille. Während der Herrschaft der Hundert Tage war er Abgeordneter für das Département Moselle und zeitweise Vizepräsident der Abgeordnetenkammer (Chambre des représentants). Schließlich verteidigte er Paris am rechten Ufer der Seine gegen die Siegermächte der Koalitionskriege.
Nach der zweiten Restaurationsphase erhielt er seinen militärischen Abschied. Er war zwischen 1818 und 1823 erneut Abgeordneter für das Département Moselle, diesmal in der Nationalversammlung. Sein Name ist auf der Ostseite des Triumphbogens von Paris verewigt.
Graf Paul Grenier wird in der Militärliteratur nicht mit außergewöhnlichen Taten geführt. Aber von Zeitgenossen wird seine Klugheit, unbedingte Loyalität und seine Standhaftigkeit, auch in kritischen Situationen, hervorgehoben.